# Clinton N'Jie
Clinton Mua N'Jie (Buéa, 15 augustus 1993) is een Kameroens voetballer die als rechtsbuiten speelt.  N'Jie debuteerde in 2014 in het Kameroens voetbalelftal.

## Clubcarrière
N'Jie komt uit de jeugdopleiding van Olympique Lyon. Hiervoor debuteerde hij op 18 november 2012 in het betaald voetbal, tijdens een wedstrijd in de Ligue 1 tegen Stade Reims. In zijn debuutseizoen kwam hij tot vier competitiewedstrijden. N'Jie maakte op 12 december 2013 zijn debuut in de UEFA Europa League voor de club, tijdens een wedstrijd in de groepsfase tegen Vitória SC. Coach Hubert Fournier gaf hem op 16 augustus 2014 voor het eerst een basisplaats, tegen Toulouse. Zijn eerste competitietreffer maakte hij op 24 september 2014, thuis tegen Lorient. Gedurende het seizoen 2014/15 maakte N'Jie zeven treffers in dertig competitiewedstrijden. Hij eindigde het jaar met Lyon als nummer twee van Frankrijk.
N'Jie tekende in augustus 2015 een contract tot 2020 bij Tottenham Hotspur, de nummer vijf van de Premier League in het voorgaande seizoen. Dat betaalde circa €14.000.000,- voor hem aan Lyon. Hij kwam in zijn eerste seizoen bij de Engelse club tot acht competitiewedstrijden. Tottenham verhuurde hem gedurende 2016/17 vervolgens aan Olympique Marseille, dat hem in juli 2017 definitief inlijfde. Hij verruilde Olympique Marseille in juli 2019 voor Dinamo Moskou.

## Clubstatistieken
| Seizoen                         | Club                  | Competitie     | Wed. | Goals |
| ------------------------------- | --------------------- | -------------- | ---- | ----- |
| 2012/13                         | Olympique Lyon        | Ligue 1        | 4    | 0     |
| 2013/14                         | Olympique Lyon        | Ligue 1        | 3    | 0     |
| 2014/15                         | Olympique Lyon        | Ligue 1        | 30   | 7     |
| 2015/16                         | Tottenham Hotspur     | Premier League | 8    | 0     |
| 2016/17                         | → Olympique Marseille | Ligue 1        | 22   | 4     |
| 2017/18                         | Olympique Marseille   | Ligue 1        | 22   | 7     |
| 2018/19                         | Olympique Marseille   | Ligue 1        | 17   | 3     |
| 2019/20                         | Dinamo Moskou         | Premjer-Liga   | 5    | 0     |
| Totaal                          | Totaal                | Totaal         | 111  | 21    |
| Bijgewerkt tot 4 september 2019 |                       |                |      |       |

## Interlandcarrière
N'Jie debuteerde op 6 september 2014 in het Kameroens voetbalelftal, in een kwalificatiewedstrijd voor het Afrikaans kampioenschap 2015 tegen Congo-Kinshasa. Hij maakte meteen zijn eerste doelpunt voor De Ontembare Leeuwen. Hij maakte op 10 september 2014 twee doelpunten voor Kameroen tegen Ivoorkust. N'Jie was actief voor Kameroen op het Afrikaans kampioenschap 2015, het Afrikaans kampioenschap 2017 en het Afrikaans kampioenschap 2019.